# Щоденник Лоли
«Щоденник Лоли» — книжка-приквел української письменниці Ольги Купріян. 
Вперше опублікована у 2018 році видавництвом Книголав. Презентація книги відбулася 15 вересня 2018 року.

## Сюжет
«Щоденник Лоли» — це особистий щоденник Лоліти Гавриленко (Лоли), однієї з головних героїнь серіалу #Школа. Книжка розповість передісторію першого сезону серіалу. Через які випробування пройшла Лола на шляху до своє популярності? Чим переймається 15-річна дівчина, втративши коханого й опинившись через нього в дуже складній ситуації? Чому відома блогерка так не любить школу? Книжка розкриває проблематику, з якою стикаються старші школярі, проговорює низку важливих тем, допомагаючи читачеві знайти вихід з аналогічних ситуацій.
Ліза Василенко, актриса серіалу #Школа, що зіграла Лолу, поділилася своїми думками про книгу:
|                   | Особливість цієї книжки в тому, що кожен підліток знайде щось для себе. Впевнена, що декому це навіть допоможе розібратися в собі. |
| — зазначила Ліза. | |

## Критика
|                  | На відміну від багатьох українських підліткових книжок, «Щоденник Лоли» тішить і добре сконструйованими образами сучасних тінейджерів, і свіжим правдоподібним контекстом, і непогано відтвореною мовою. Оскільки книжка написана у формі щоденника та ще й, треба віддати авторці належне, доволі майстерно, тобто без спроб перетворити героїню на потік правильних цінностей (Лола не ідеальна, вона помиляється, буває жорстокою, егоїстичною, злою і, де правди діти, поверхневою), без готових рішень і відвертого дидактизму (якщо не зважати на прямі меседжі у стилі «наркотики — це погано», «алкоголь — це погано» тощо), вона швидко поглинає читачів. |
| — Міра Київська, | |

## Відзнаки
- 2019 - «Щоденник Лоли» отримав премію «ЛітАкцент року — 2018» в номінації «Поезія і проза для дітей»  [Архівовано 8 лютого 2019 у Wayback Machine.]